# .gr
.gr è il dominio di primo livello nazionale assegnato alla Grecia.
Nel 2011 ICANN ha bloccato l'assegnazione del dominio internazionalizzato .ελ in quanto troppo simile all'inesistente dominio .ea. Nel 2014 è stata nuovamente richiesta l'assegnazione di tale dominio. Dopo che la proposta è stata approvata nel 2015, il dominio .ελ è diventato operativo a partire dal 10 luglio 2018.